# Korla Awgust Kocor

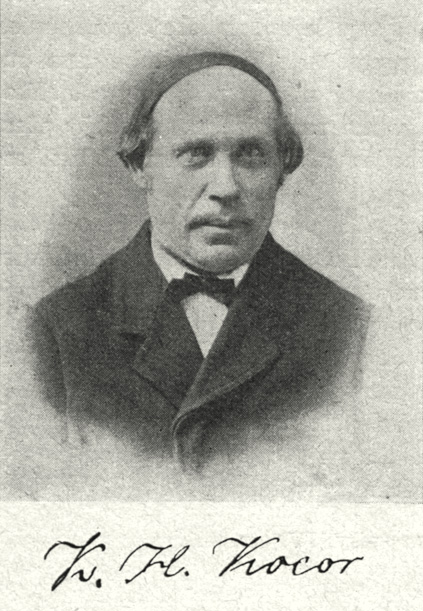
Korla Awgust Kocor

Korla Awgust Kocor, německé jméno Karl August Katzer (3. prosince 1822, Zahor – 19. května 1904, Ketlicy) byl lužickosrbský hudební skladatel, dirigent a národní buditel.

## Život
Po ukončení základní školy v Großpostwitz v roce 1838 vstoupil do Zemského semináře v Budyšíně. Po ukončení studia působil jako učitel v obci Wartha. Na podzim roku 1844 se seznámil se srbským básníkem Zeljerem. Setkání se Zeljerem se ukázalo být velmi plodné. Skladatel zhudebnil mnoho jeho básní, které se staly velmi populární, a naopak Zerljer se stal libretistou jeho významných děl. V roce 1845 založil Kocor tradici festivalů lužickosrbské písně. V roce 1852 se stal učitelem a varhaníkem v Kittlitz (dnes součást města Löbau). Tento úřad zastával až do svého odchodu do důchodu v roce 1888. V letech 1895–1897 působil jako předseda hudebního oddělení lužickosrbské Akademie věd Maćica Serbska. Je považován za otce-zakladatele lužickosrbské světské hudby. Je autorem hudby lužickosrbské hymny Rjana Łužica.

## Dílo (výběr)

### Oratoria
- Serbski kwas, 1849/50
- Žnĕ, 1849/83
- Nalĕćo, 1860
- Israelowa zrudoba a tróšt, 1861
- Podlĕćo, 1883
- Nazyma, 1886
- Zyma, 1889
- So zwoni mĕr, 1891
- Serbski rekwiem, 1894
- Wěnc hórskich spěwow, 1860

### Opery
- Jakub a Kata, 1871
- Wodźan (podle Erbenova Vodníka), 1896

### Instrumentální hudba
- Tři sonatiny za husle a klawěr, 1850
- Klawěrne trio, 1873
- Smyčkowy kwartet, 1879
- Tři serbske narodne reje za klawěr, 1879
- Serenada za husle, braču a wioloncello, 1889